# 몽골의 키예프 루스 침공

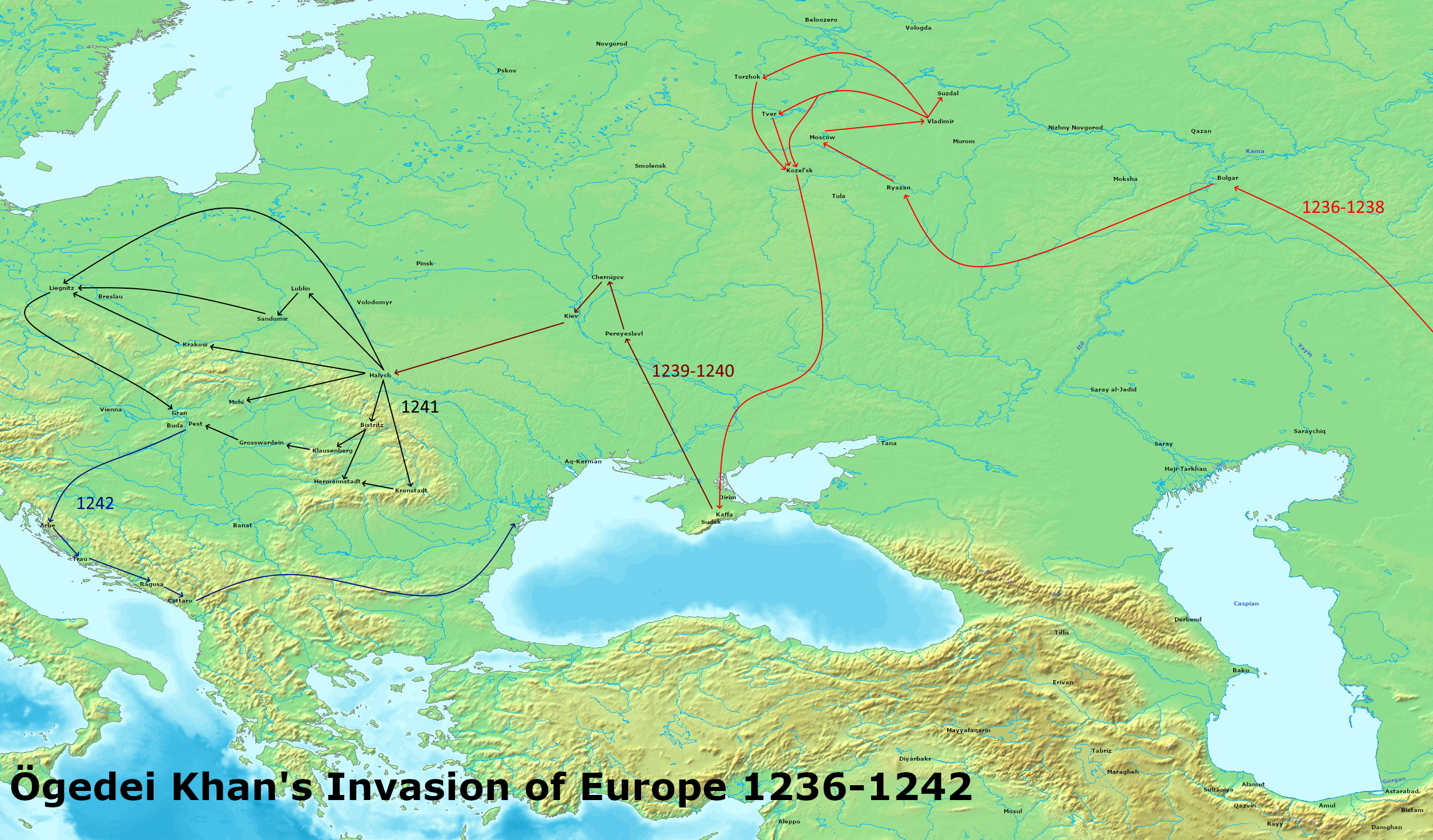
몽골의 유럽 침입 (1236~1242년)

몽골 제국은 13세기 중반에 키예프 루스의 대부분을 침공하고 정복했으며, 키예프(인구 50,000명)와 체르니고프(인구 30,000명)와 같은 가장 큰 도시를 포함한 수많은 도시를 약탈했다. 1240년 몽골의 키예프 포위 공격과 약탈은 일반적으로 독특하고 단일한 정치 체제인 키예프 러시아의 종말을 기념하기 위해 개최되었다. 갈리시아-볼히니아, 노브고로드, 프스코프, 스몰렌스크, 폴로츠크, 비테브스크, 아마도 로스토프와 우글리치를 포함하여 북서쪽과 남서쪽에 있는 많은 다른 러시아 공국과 도시 중심지는 몽골의 침략으로 인해 파괴를 피하거나 거의 피해를 입지 않았다.
이 캠페인은 1223년 5월 칼카강 전투로 예고되었으며, 그 결과 몽골은 여러 루스 공국의 군대와 쾨텐 휘하의 쿠만 잔당을 상대로 승리를 거두었다. 몽골군은 정찰의 목적인 정보를 수집하고 후퇴했다. 1235년부터 1241년까지 바투 칸이 루스를 전면적으로 침공했다. 침공은 오고타이 칸이 사망한 후 몽골의 계승 과정에 의해 종료되었다. 오고타이 칸이 죽자, 몽골군이 회군하여 종료됐다. 물리적인 정복을 피했던 루스의 공국들조차 갈리시아-볼히니아, 폴로츠크, 노브고로드의 경우와 같이 조공의 형태로 몽골의 패권을 결국 14세기에 받아들일 수밖에 없었다.
이 침공은 키예프 루스 공국의 붕괴를 촉진했고, 동슬라브 민족을 별도의 정치 체제로 분열시키는 것을 포함하여 동유럽 역사에 심오한 영향을 미쳤다.